# Canton de Pouancé
Le canton de Pouancé est une ancienne division administrative française située dans le département de Maine-et-Loire et la région Pays de la Loire.
Il disparait aux élections cantonales de mars 2015, réorganisées par le redécoupage cantonal de 2014.

## Composition
Le canton de Pouancé, d'une superficie de 248 km2, est composé de quatorze communes
. Il compte 10 382 habitants (population municipale) au 1er janvier 2012.
| Nom                       | Code Insee | Intercommunalité                   | Population (dernière pop. légale) |
| ------------------------- | ---------- | ---------------------------------- | --------------------------------- |
| Pouancé (chef-lieu)       | 49248      | CC de la Région de Pouancé-Combrée | 3 120 (2014)                      |
| Armaillé                  | 49010      | CC Anjou Bleu Communauté           | 310 (2014)                        |
| Bouillé-Ménard            | 49036      | CC Anjou Bleu Communauté           | 736 (2014)                        |
| Bourg-l'Évêque            | 49038      | CC Anjou Bleu Communauté           | 241 (2014)                        |
| Carbay                    | 49056      | CC Anjou Bleu Communauté           | 246 (2014)                        |
| La Chapelle-Hullin        | 49073      | CC de la Région de Pouancé-Combrée | 135 (2014)                        |
| Chazé-Henry               | 49088      | CC de la Région de Pouancé-Combrée | 832 (2014)                        |
| Combrée                   | 49103      | CC de la Région de Pouancé-Combrée | 2 845 (2014)                      |
| Grugé-l'Hôpital           | 49156      | CC de la Région de Pouancé-Combrée | 284 (2014)                        |
| Noëllet                   | 49226      | CC de la Région de Pouancé-Combrée | 426 (2014)                        |
| La Prévière               | 49250      | CC de la Région de Pouancé-Combrée | 244 (2014)                        |
| Saint-Michel-et-Chanveaux | 49309      | CC de la Région de Pouancé-Combrée | 406 (2014)                        |
| Le Tremblay               | 49354      | CC de la Région de Pouancé-Combrée | 355 (2014)                        |
| Vergonnes                 | 49366      | CC de la Région de Pouancé-Combrée | 319 (2014)                        |

## Géographie
Ce canton est organisé autour de Pouancé dans l'arrondissement de Segré. Sa superficie est de plus de 247 km2 (24 765 hectares), et son altitude varie de 32 mètres (Bouillé-Ménard) à 108 mètres (Grugé-l'Hôpital), pour une altitude moyenne de 83 mètres.
Le canton de Pouancé est le plus occidental et le plus septentrional du Maine-et-Loire, et se trouve limitrophe de trois départements que sont la Mayenne, la Loire-Atlantique, et l'Ille-et-Vilaine.
| Nom de la commune         | Surface (ha) | Alt. mini (m) | Alt. maxi (m) |
| ------------------------- | ------------ | ------------- | ------------- |
| Armaillé                  | 1 678        | 39            | 100           |
| Bouillé-Ménard            | 1 579        | 32            | 104           |
| Bourg-l'Évêque            | 529          | 54            | 103           |
| Carbay                    | 763          | 54            | 101           |
| La Chapelle-Hullin        | 979          | 46            | 105           |
| Chazé-Henry               | 1 987        | 52            | 107           |
| Combrée                   | 2 416        | 32            | 106           |
| Grugé-l'Hôpital           | 1 571        | 41            | 108           |
| Noëllet                   | 1 540        | 33            | 104           |
| Pouancé                   | 4 897        | 48            | 108           |
| La Prévière               | 724          | 47            | 100           |
| Saint-Michel-et-Chanveaux | 2 767        | 39            | 105           |
| Le Tremblay               | 2 297        | 32            | 105           |
| Vergonnes                 | 1 038        | 42            | 105           |

## Histoire
- Le canton de Pouancé est formé en 1790 ; il comprend alors les communes d'Armaillé, Carbay, Chazé-Henry, Pouancé, La Prévière, et Saint-Aubin de Pouancé. En 1791 y sont intégrées les communes de La Chapelle-Hullin, Noëllet, Saint-Michel-et-Chanveaux, Vergonnes, puis en 1795, Saint-Aubin-de-Pouancé intègre la commune de Pouancé.

- En 1801, le Premier Consul adjoint Bouillé-Ménard, Bourg-l'Évêque, Combrée, Grugé, L'Hôpital-de-Bouillé-et-Saint-Gilles, Le Tremblay. Le 2 janvier 1808, un arrêté réuni les communes de Grugé et L'Hôpital-de-Bouillé-et-Saint-Gilles, formant ainsi Grugé-l'Hôpital. Le canton regroupe dès lors quatorze communes[4].

- À sa création le canton est rattaché au district de Segré, puis en 1800 à l'arrondissement de Segré[5].

- De 1833 à 1848, les cantons de Candé et de Pouancé avaient le même conseiller général. Le nombre de conseillers généraux était limité à 30 par département[6].

- Le Pouancéen, tout comme le Candéen, sera un haut lieu de la Chouannerie.

- Dans le cadre de la réforme territoriale, un nouveau découpage territorial pour le département de Maine-et-Loire est défini par le décret du 26 février 2014. Le canton de Pouancé disparait aux élections cantonales de mars 2015[1].

## Administration
Le canton de Pouancé est la circonscription électorale servant à l'élection des conseillers généraux, membres du conseil général de Maine-et-Loire.

### Conseillers généraux de 1833 à 2015
| Période | Période      | Identité                                                      | Étiquette                | Qualité |
| ------- | ------------ | ------------------------------------------------------------- | ------------------------ | --- |
| 1833    | 1836         | Barthélemy Toudouze (1779-1857)                               |                          | Propriétaire à Pouancé |
| 1836    | 1845         | René Léon Jallot-Hardouin (1776-1846)                         |                          | Négociant en vins, maire de Chazé-Henry, conseiller d'arrondissement |
| 1845    | 1848         | Eugène Paul Dupré                                             |                          | Juge de paix à Pouancé |
| 1848    | 1849 (décès) | Marquis Joseph de Préaulx                                     |                          | Propriétaire du château et maire de Pouancé |
| 1849    | 1852         | Philippe Adolphe d'Arthuys                                    |                          | Ancien Sous-Préfet, propriétaire à Candé |
| 1852    | 1870         | Marquis Etienne Marie Charles de Pomereu d'Aligre (1813-1889) |                          | Propriétaire du Château des Vaux (Eure-et-Loir) |
| 1870    | 1871         | Eugène Paul Dupré                                             |                          | Juge de paix à Pouancé |
| 1871    | 1899 (décès) | Ernest Guibourd de Luzinais                                   | Conservateur             | Magistrat Sénateur de Loire-Inférieure(1886-1899) Maire de Nantes (1888-1892) |
| 1900    | 1913 (décès) | Comte Arthur de Rougé duc de Caylus et du Plessis-Bellière    | Conservateur             | Propriétaire à Pouancé |
| 1914    | 1931         | Georges de Villoutreys de Brignac                             | Conservateur             | Propriétaire-agriculteur au château de Dangé Maire de Pouancé (1904-1941) |
| 1931    | 1940         | Gustave Jourdin                                               | RG                       | Médecin, conseiller municipal de Pouancé Nommé conseiller départemental en 1943 |
|         |              |                                                               |                          | |
| 1945    | 1955         | Louis Bessière                                                | MRP                      | Négociant en grains Maire de Pouancé (1944-1947) |
| 1955    | 1961         | Georges Loire (1900-1976)                                     | DVD                      | Tanneur Maire de Pouancé (1947-1965) |
| 1961    | 1982 (décès) | Henri Gazeau                                                  | MRP puis CD puis UDF-CDS | Professeur à la Faculté Libre de Lettres Maire de Combrée |
| 1982    | 2004         | Jacques Béline                                                | RPR                      | Maire de Chazé-Henry, conseiller régional |
| 2004    | 2015         | Marie-Jo Hamard                                               | DVD                      | Comptable notariale Maire puis maire déléguée de Saint-Michel-et-Chanveaux (1995-2020) Présidente de la communauté de communes de Pouancé-Combrée Elue en 2015 dans le Canton de Segré |

### Résultats électoraux détaillés
- Élections cantonales de 2004 : Marie-Jo Hamard (Divers droite) est élue au 2e tour avec 50,43 % des suffrages exprimés, devant Jacques Beline   (UMP) (49,57 %). Le taux de participation est de 71,82 % (5 362 votants sur 7 466 inscrits)[14].
- Élections cantonales de 2011 : Marie-Josèphe Hamard (Divers droite) est élue au 1er tour avec 70,72 % des suffrages exprimés, devant Mylène Canevet (PS) (22,25 %) et Sylvain Plouzin  (PCF) (2,95 %). Le taux de participation est de 47,32 % (5 755 votants sur 12 161 inscrits)[15].

### Conseillers d'arrondissement (de 1833 à 1940)
Le canton de Pouancé avait deux conseillers d'arrondissement.
| Période                                  | Période      | Identité                                      | Étiquette       | Qualité |
| ---------------------------------------- | ------------ | --------------------------------------------- | --------------- | --- |
| 1833                                     | 1836         | René Léon Jallot-Hardouin                     |                 | Propriétaire à Pouancé, négociant en vins à Chazé-Henry                                                     |
| 1833                                     | 1834 (décès) | Victor Vallas (1787-1834)                     |                 | Propriétaire à Pouancé                                                                                      |
| 1834                                     | 1848         | M. Péju                                       |                 | Propriétaire à Pouancé                                                                                      |
| 1836                                     | 1839         | Marquis Joseph Gilbert de Préaulx (1785-1849) |                 | Maire de Pouancé                                                                                            |
| 1839                                     | 1842         | M. Jallot-Dumesnil                            |                 | Négociant à Pouancé                                                                                         |
| 1842                                     | 1845         | M. Dupré                                      |                 | Juge de paix à Pouancé                                                                                      |
| 1845                                     | 1848         | M. Belot                                      |                 | Propriétaire à Pouancé                                                                                      |
|                                          |              |                                               |                 | |
| 1919                                     | 1936 (décès) | Frédéric Bodard de la Jacopière (1858-1936)   | Union nationale | Propriétaire, maire de Grugé-l'Hôpital                                                                      |
| 1919                                     | 1934         | Bernard de Montault                           |                 | Propriétaire agriculteur à Pouancé                                                                          |
| 1934                                     | 1940         | Eugène Gaultier                               | Union nationale | Expert agricole, conseiller municipal de Pouancé                                                            |
| 30 août 1936                             | 1940         | Désiré Bellanger                              | Indépendant     | Cultivateur, maire du Tremblay                                                                              |
| 1940                                     |              |                                               |                 | Les conseils d'arrondissement ont été suspendus par la loi du 12 octobre 1940 et n'ont jamais été réactivés |
| Les données manquantes sont à compléter. |              |                                               |                 | |

## Démographie
| 1962   | 1968   | 1975   | 1982   | 1990   | 1999   | 2006   | 2011   | 2012   |
| ------ | ------ | ------ | ------ | ------ | ------ | ------ | ------ | ------ |
| 12 434 | 11 857 | 10 986 | 10 799 | 10 538 | 10 131 | 10 177 | 10 389 | 10 382 |

### Âge de la population
En 2009, le canton de Pouancé comptait 10 340 habitants, soit une augmentation de 2,1 % par rapport à la population de 1999 qui était de 10 131 habitants.
La pyramide des âges, à savoir la répartition par sexe et âge de la population, du canton de Pouancé en 2009 ainsi que, comparativement, celle du département de Maine-et-Loire la même année sont représentées avec les graphiques ci-dessous.
La population du canton comporte 48,7 % d'hommes et 51,3 % de femmes. Elle présente en 2009 une structure par grands groupes d'âge légèrement plus âgée que celle de la France métropolitaine. 
Il existe en effet 88 jeunes de moins de 20 ans pour cent personnes de plus de 60 ans, alors que pour la France l'indice de jeunesse, qui est égal à la division de la part des moins de 20 ans par la part des plus de 60 ans, est de 1,06. L'indice de jeunesse du canton est également inférieur à celui  du département (1,18) et à celui de la région (1,1).
| Hommes | Classe d’âge | Femmes |
| ------ | ------------ | ------ |
| 0,7    | 90 ans ou +  | 1,7    |
| 9,9    | 75 à 89 ans  | 14,1   |
| 13,8   | 60 à 74 ans  | 15,0   |
| 21,1   | 45 à 59 ans  | 19,0   |
| 18,3   | 30 à 44 ans  | 17,2   |
| 16,4   | 15 à 29 ans  | 14,9   |
| 19,7   | 0 à 14 ans   | 18,2   |

| Hommes | Classe d’âge | Femmes |
| ------ | ------------ | ------ |
| 0,4    | 90 ans ou +  | 1,2    |
| 6,5    | 75 à 89 ans  | 9,6    |
| 12,4   | 60 à 74 ans  | 13,4   |
| 19,9   | 45 à 59 ans  | 19,3   |
| 20,1   | 30 à 44 ans  | 19,0   |
| 19,9   | 15 à 29 ans  | 18,8   |
| 20,8   | 0 à 14 ans   | 18,7   |